# Amtsgericht Pfeddersheim
Das Amtsgericht Pfeddersheim war von 1878 bis 1934 ein Amtsgericht mit Sitz in Pfeddersheim (heute: Worms-Pfeddersheim).

## Gründung
Mit dem Gerichtsverfassungsgesetz von 1877 wurden Organisation und Bezeichnungen der Gerichte reichsweit vereinheitlicht. Zum 1. Oktober 1879 hob das Großherzogtum Hessen deshalb die Friedensgerichte auf, die bis dahin für die erstinstanzliche Rechtsprechung in dessen Provinz Starkenburg zuständig gewesen waren. Funktional ersetzt wurden sie durch Amtsgerichte. Das Amtsgericht Pfeddersheim wurde dem Bezirk des Landgerichts Mainz zugeordnet, das wiederum zum Bezirk des Oberlandesgerichts Darmstadt gehörte.

## Ende
Im Jahre 1933 war das Amtsgericht Pfeddersheim das zweitkleinste der elf Amtsgerichte im Landgerichtsbezirk Mainz. Am 1. Juni 1934 wurde das Amtsgericht Pfeddersheim (und in Rheinhessen noch das Amtsgericht Nieder-Olm) aufgelöst. Der Hauptteil des Gerichtsbezirks fiel an das Amtsgericht Worms.

## Bezirk
| Gemeinde                   | Herkunft                     | Zugang | Abgang | Nach              |
| -------------------------- | ---------------------------- | ------ | ------ | ----------------- |
| Bermersheim                | Friedensgericht Pfeddersheim | 1879   | 1934   | Amtsgericht Worms |
| Dalsheim                   | Friedensgericht Pfeddersheim | 1879   | 1934   | Amtsgericht Worms |
| Gundersheim, Oberamt Alzey | Friedensgericht Pfeddersheim | 1879   | 1934   | Amtsgericht Alzey |
| Gundheim                   | Friedensgericht Pfeddersheim | 1879   | 1934   | Amtsgericht Worms |
| Heppenheim an der Wiese    | Friedensgericht Pfeddersheim | 1879   | 1934   | Amtsgericht Worms |
| Hohen-Sülzen               | Friedensgericht Pfeddersheim | 1879   | 1934   | Amtsgericht Worms |
| Kriegsheim                 | Friedensgericht Pfeddersheim | 1879   | 1934   | Amtsgericht Worms |
| Leiselheim                 | Friedensgericht Pfeddersheim | 1879   | 1934   | Amtsgericht Worms |
| Mölsheim                   | Friedensgericht Pfeddersheim | 1879   | 1934   | Amtsgericht Worms |
| Mörstadt                   | Friedensgericht Pfeddersheim | 1879   | 1934   | Amtsgericht Worms |
| Monsheim                   | Friedensgericht Pfeddersheim | 1879   | 1934   | Amtsgericht Worms |
| Nieder-Flörsheim           | Friedensgericht Pfeddersheim | 1879   | 1934   | Amtsgericht Worms |
| Ober-Flörsheim             | Friedensgericht Pfeddersheim | 1879   | 1934   | Amtsgericht Alzey |
| Offstein                   | Friedensgericht Pfeddersheim | 1879   | 1934   | Amtsgericht Worms |
| Pfeddersheim               | Friedensgericht Pfeddersheim | 1879   | 1934   | Amtsgericht Worms |
| Wachenheim                 | Friedensgericht Pfeddersheim | 1879   | 1934   | Amtsgericht Worms |
| Wiesoppenheim              | Friedensgericht Pfeddersheim | 1879   | 1934   | Amtsgericht Worms |